# Palladas
Palladas (en grec ancien Παλλάδας) est un poète grec antique ayant vécu vers la fin du IVe siècle et le début du Ve siècle ap. J.-C. ou au début du IVe siècle, comme une nouvelle découverte papyrologique pourrait le faire penser. Il a composé de nombreux poèmes courts, des épigrammes, en grec ancien. Il fait partie des auteurs représentés dans l’Anthologie palatine et de nombreuses épigrammes à son nom s'y trouvent conservées.

## Biographie
Le grammairien byzantin Tzétzès mentionne Palladas dans ses Prolégomènes à Lycophron, et le place entre Proclos et Agathias, ce qui permet de le situer dans le temps entre le IVe siècle et le Ve siècle. Mais la plupart des informations concernant la vie de Palladas proviennent d'allusions présentes dans ses épigrammes. Il a été actif dans la seconde moitié du IVe siècle ; l’Histoire de la littérature grecque de Saïd, Trédé et Le Boulluec le fait naître vers 319. L'une de ses épigrammes parle de la philosophe Hypatie comme étant toujours vivante : Hypatie ayant été tuée en 415, cette allusion permet de dater le poème et ainsi la période d'activité de Palladas. Palladas avait une formation de grammairien et de maître d'école, profession à laquelle - selon lui - il avait été contraint par la pauvreté et à quoi il semble avoir renoncé à un moment donné. D'autres poèmes contiennent des allusions à son épouse qu'il présente comme querelleuse. 
Palladas était païen, comme le prouvent plusieurs allusions présentes dans ses poèmes, par exemple ses attaques contre les rassemblements de moines et la façon dont il déplore la pratique consistant à sauver des statues des divinités olympiennes païennes en les transférant dans les églises chrétiennes.
Un codex en papyrus daté d'entre 280 et 340 ap. J.-C., édité en 2012, contient des fragments d'épigrammes qui ont été attribuées à Palladas, remettant en cause la chronologie traditionnelle. Un débat est en cours sur ce point.

## Œuvres
Environ cent cinquante épigrammes de Palladas sont conservées dans l’Anthologie palatine, ce qui fait de lui l'un des deux auteurs de cette période les plus présents dans ce recueil, avec le poète chrétien Grégoire de Nazianze. Un poème anonyme de l’Anthologie grecque qualifie Palladas de poète très réputé. Les jugements des philologues anglo-saxons du XIXe siècle sont plus contrastés et parfois bien plus sévères à son égard.